# Sian Brice
Pour les articles homonymes, voir Brice.
Sian Brice, née le 20 avril 1969 à Leigh, est une triathlète britannique, 
championne de Grande-Bretagne de triathlon en 1997.

## Palmarès
Le tableau présente les résultats les plus significatifs (podium) obtenus sur le circuit national et international de triathlon depuis 1997,,.
| Année | Compétition                              | Pays             | Position           | Temps          |
| ----- | ---------------------------------------- | ---------------- | ------------------ | -------------- |
| 1999  | Championnat d'Europe                     | Portugal         | Médaille de bronze | 2 h 1 min 42 s |
| 1999  | Londres Triathlon                        | Royaume-Uni      | Médaille de bronze | Timing         |
| 1999  | Triathlon international d'Afrique du Sud | Afrique du Sud   | Médaille d'argent  | Timing         |
| 1999  | Pepsi Max Royal Windsor Triathlon        | Royaume-Uni      | Médaille d'or      | Timing         |
| 1998  | Championnat britannique                  | Royaume-Uni      | Médaille d'argent  | Timing         |
| 1998  | Coupe du monde - l'étape d'Auckland      | Nouvelle-Zélande | Médaille de bronze | 2 h 1 min 25 s |
| 1997  | Championnat britannique                  | Royaume-Uni      | Médaille d'or      | Timing         |
| 1997  | Coupe d'Europe - l'étape finale          | Royaume-Uni      | Médaille d'or      | Timing         |